# Harold Entwistle
Harold Entwistle (Mánchester, Inglaterra, 24 de diciembre de 1923–Montreal, Quebec, 7 de febrero de 2015) fue un filósofo y sociólogo de la educación anglocanadiense, conocido por argumentar la defensa de una escuela de corte clásico desde una posición social progresista.

## Biografía
H. Entwistle nació en un hogar de clase obrera de Mánchester. A los once años ganó una beca para estudiar en una grammar school, es decir, una de las minoritarias escuelas orientadas a los estudios generales o académicos más que a los profesionales. Dejó la escuela con 15 años, al declararse la guerra con el Tercer Reich, y desde entonces tuvo que combinar estudios profesionales nocturnos con un trabajo de dependiente de comercio.
Fue llamado a filas al cumplir los 18 años, como artillero en el Royal Tank Corps, hizo la guerra en Europa desde el desembarco de Normandía y fue licenciado en 1947. Se preparó como maestro en la escuela normal municipal de Sheffield, ejerciendo después en centros de Primaria y Secundaria de Mánchester durante 10 años. En el mismo periodo se tituló sucesivamente como licenciado en Economía por la Universidad de Londres (1953) y máster en Educación en la Universidad de Mánchester (1958). 
A partir de ese momento ejerció como profesor en escuelas normales y para adultos de Mánchester, mientras preparaba su doctorado en la Universidad de Londres, donde leyó su tesis, sobre los distintos usos del concepto de actividad en educación, en 1966. Además de dar clases dirigió allí trabajos de investigación en educación comparada y educación de adultos. 
En 1969 emigró a Canadá, donde obtuvo una plaza como profesor de educación comparada en la Sir John Williams University, luego integrada en la Universidad Concordia. Fundó el Departamento de Educación de la universidad, en el que realizó sus tareas docentes, hasta su jubilación, e investigadoras.

## Aportaciones
Entwistle defiende la educación de las clases trabajadoras y el valor social progresivo de la extensión de aquella cultura a menudo descalificada como académica, criticando implícita o explícitamente las posiciones mayoritarias en la izquierda educativa, que tiende a considerar la enseñanza sistemática organizada en torno a disciplinas impartidas por especialistas, como memorística, dogmática, autoritaria y pasiva, propia de posiciones políticas conservadoras.
Especialmente polémica es la interpretación de los escritos del comunista italiano Antonio Gramsci en un sentido opuesto al habitual, como defensor de la extensión de una enseñanza clásica, rica en contenidos, sistemática, directiva y que necesita del esfuerzo. 
Entwistle representa una posición minoritaria en el campo de la educación, que comparte con autores como los británicos Basil Bernstein y su discípulo M.F.D. Young, o E. D. Hirsch, que desde una identidad política de izquierdas defienden un currículo denso y relativamente cerrado, en el que la adquisición de la lengua culta es primordial, y con contenidos más orientados a la formación de la autonomía intelectual y moral que a las necesidades del mercado laboral o a la formación de una conciencia dictada.
Publicó en 1970 una reelaboración para el público general de su tesis, The concept of activity in education («El concepto de actividad en educación»), con el título Child-centred education (Educación centrada en el niño). H. Entwistle analizó críticamente los diversos usos de estas expresiones, resaltando que en el discurso reciente se enfatiza más la satisfacción inmediata que las necesidades futuras del educando. La obra ha sido reeditada en 2012.
Su obra de mayor influencia es la titulada Antonio Gramsci, conservative schooling for radical politics (Antonio Gramsci, una educación conservadora para una política radical), publicada en 1979 y reeditada por Routledge en 2009. La mayor parte de las reacciones que suscitó y aún suscita entre sus destinatarios, situados en la izquierda pero seguidores de la tradición de Rousseau, Spencer o John Dewey, han sido negativas. H.A. Giroux en una extensa reseña le reprocha su positivismo, por mantener la noción de que existen leyes objetivas también fuera del campo de las ciencias naturales, Otros descartan su lectura de Gramsci, en la que éste se muestra como defensor de una pedagogía clásica, conservadora según sus palabras, porque la creen incompatible con su condición de comunista, aunque también recibió críticas favorables.
Varias de sus obras han sido reeditadas en años recientes por Routledge en su colección de textos clásicos Routledge Library Editions, y unas cuantas han sido traducidas al castellano.

## Libros
- Child-centred education, 1970, Londres: Methuen.[9] Reeditado en 2012, Londres: Routledge.[10]

- Education, work and leisure, 1970, Londres: Routledge & K. Paul.[11] Reeditado en 2013, Londres: Routledge.[12]

- Political education in a democracy, 1971, Londres: Routledge & K. Paul.[13] Reeditado en 2012, Londres: Routledge.[14] Edición en español: La educación política en una democracia, 1980, Madrid: Narcea.[15]

- Class, culture and education, 1978, Londres: Methuen.[16] Reeditado en 2014, Londres: Routledge.[17]

- Antonio Gramsci: Conservative schooling for radical politics, 1979, Londres: Routledge & K. Paul.[18] Reeditado en 2014, Londres: Routledge.[19]